# Bulweria
Bulweria is een geslacht van vogels uit de familie stormvogels (Procellariidae).

## Soorten
De volgende soorten zijn bij het geslacht ingedeeld:
- Bulweria bulwerii – Bulwers stormvogel
- Bulweria fallax – Jouanins stormvogel

### Uitgestorven
- † Bulweria bifax – Olsons stormvogel